# Comuna de Wodynie
Wodynie (polaco: Gmina Wodynie) é uma gminy (comuna) na Polónia, na voivodia de Mazóvia e no condado de Siedlecki. A sede do condado é a cidade de Wodynie.
De acordo com os censos de 2004, a comuna tem 4867 habitantes, com uma densidade 42,1 hab/km².

## Área
Estende-se por uma área de 115,66 km², incluindo:
- área agrícola: 68%
- área florestal: 27%

## Demografia
Dados de 30 de Junho 2004:
|                      | Total   | Total | Mulheres | Mulheres | Homens  | Homens |
| -------------------- | ------- | ----- | -------- | -------- | ------- | ------ |
|                      | pessoas | %     | pessoas  | %        | pessoas | %      |
| População            | 4867    | 100   | 2403     | 49,4     | 2464    | 50,6   |
| Densidade (pop./km²) | 42,1    | 100   | 20,8     | 20,8     | 21,3    | 21,3   |

De acordo com dados de 2002, o rendimento médio per capita ascendia a 1222,93 zł.

## Subdivisões
- Borki, Brodki, Budy, Czajków, Helenów, Jedlina, Kaczory, Kamieniec, Kochany, Kołodziąż, Łomnica, Młynki, Oleśnica, Ruda Wolińska, Rudnik Duży, Rudnik Mały, Seroczyn, Soćki, Szostek, Toki, Wodynie, Wola Serocka, Wola Wodyńska, Żebraczka.

## Comunas vizinhas
- Borowie, Domanice, Latowicz, Mrozy, Skórzec, Stoczek Łukowski